# Ingrid Levavasseur
Pour les articles homonymes, voir Levavasseur.
Ingrid Levavasseur, née le 26 mai 1987 à Louviers, est une militante de mouvement social, femme politique et chroniqueuse française, aide-soignante de profession.
Comptant parmi les figures du mouvement des Gilets jaunes, elle se mobilise alors dans l'agglomération rouennaise où elle réside. De 2020 à 2021, elle est conseillère municipale d'opposition à Louviers. À partir de 2021, elle est chroniqueuse dans Apolline Matin, émission d'Apolline de Malherbe sur RMC et RMC Story.

## Biographie

### Enfance et formation
Née en 1987 à Louviers, Ingrid Levavasseur est élevée, avec ses trois frères et sœurs, par sa mère, une femme de ménage devenue par la suite auxiliaire de vie. Son père, violent et alcoolique, absent de son éducation, est régulièrement pris en charge par l’Armée du salut. Elle grandit à La Londe et fréquente le collège des Fougères à Louviers.
Elle quitte le foyer maternel à l'âge de 16 ans, sans diplôme. Elle commence comme serveuse dans un bistrot à Rouen, et exerce également comme caissière et opératrice de téléphonie. Elle s’installe en couple en 2003, se marie, donne naissance à deux enfants, avant de divorcer en 2011,,. Elle devient aide-soignante en soins palliatifs pendant trois ans, d’abord comme contractuelle de la fonction publique puis dans une clinique privée à Rouen,. Elle renonce à devenir infirmière, n'ayant pas les moyens de payer la formation. Elle s'installe à Pont-de-l'Arche, dans l'Eure, en 2018,. Elle gagne alors 1 250 euros par mois, touche 95 euros d’allocations logement et 200 euros de pension alimentaire, en tout, pour ses deux enfants âgés de huit et treize ans dont elle a la garde. En novembre 2018, elle envisage une reconversion vers le métier d'ambulancière, qu'elle reporte au profit de son engagement au sein des Gilets jaunes. En 2019, elle indique être empêchée de retrouver un emploi en raison de son engagement. En 2020, elle est embauchée comme secrétaire pour une entreprise de plomberie à Louviers. Elle est par ailleurs sapeur-pompier volontaire.

### Mouvement des Gilets jaunes
Au bord du burn-out, elle publie sur Instagram, en octobre 2018, une lettre à Emmanuel Macron, dénonçant le fait que son emploi lui rapporte moins d'argent que de rester au chômage,. Elle présente ce geste comme « précurseur ».
Elle rejoint le mouvement des Gilets jaunes dès le 17 novembre en manifestant au péage d'Heudebouville, le plus proche de son domicile. Elle milite ensuite au rond-point du Zénith de Rouen puis à celui de Saint-Étienne-du-Rouvray et organise une manifestation à Louviers le 1er décembre 2018 sur son marché et près de l'Intermarché. Le 24 novembre, elle participe à une manifestation sur l'avenue des Champs-Élysées. Elle initie la manifestation du 1er décembre dans les rues de Louviers. Le 2 décembre, jour de l'acte III du mouvement, drapeau français à la main, elle est à la tête d'un rassemblement non autorisé qui, sur le parking d'une zone commerciale, réclame la fermeture d'un magasin et tente d'empêcher l'accueil des clients. Dans la foulée, cherchant à structurer le mouvement, elle organise une réunion de gilets jaunes à Pont-de-l’Arche. Accompagnée d’une équipe de TF1, elle se rend à la réunion publique de Bruno Questel, député LREM, le 14 décembre 2018, et l'interpelle. Elle rencontre Richard Jacquet (PS), maire de Pont-de-l’Arche, pour échanger sur ses revendications.
Sa première intervention à la télévision a lieu dans l'émission C politique sur France 5, dans laquelle elle est invitée par l'intermédiaire du journaliste Maxime Darquier, croisé lors d'un reportage diffusé le 25 novembre. Comme, notamment, Éric Drouet, Maxime Nicolle, Jacline Mouraud, elle participe le 28 novembre à l'émission La Grande explication sur LCI qui la révèle au grand public et lors de laquelle elle débat avec le Premier ministre Édouard Philippe et la ministre Emmanuelle Wargon,. Elle intervient par ailleurs dans plusieurs grands médias nationaux, ce qui lui vaut de devenir l'une des figures les plus connues du mouvement des Gilets jaunes. Sur Internet, elle est bien moins suivie que d'autres figures du mouvement, comme Maxime Nicolle, Priscillia Ludosky ou Éric Drouet. En janvier 2019, sa page Facebook rassemble environ 10 000 abonnés : elle s'en sert surtout pour annoncer ses apparitions médiatiques et y rédige de longs billets. Alors que les médias nationaux sont largement critiqués par le mouvement, elle les juge justes avec celui-ci et considère que ses revendications n'ont pas été mal traitées ou détournées.
Le 24 décembre, elle exprime son soutien à Éric Drouet, alors en garde à vue, avant de déclarer, en janvier 2019, « ne pas être solidaire des actions mises en place » par ce dernier et Maxime Nicolle. Le 17 février, lors d'une manifestation à Paris, elle se retrouve prise dans un étau de manifestants hostiles, « croit mourir », avant d'être exfiltrée. Le lendemain, elle est « humiliée » devant son fils lors d'une manifestation à Bernay (Eure). Elle décide dès lors de ne plus participer aux manifestations.
Indiquant être rémunérée 1 250 euros net par mois, elle met régulièrement en avant les conditions de travail des « blouses blanches » pour expliquer son engagement. À la lecture de son ouvrage Rester digne (2019), Aline Leclerc du Monde estime que « l’origine de son combat semble aussi résider dans sa volonté d’exister face aux hommes », envers lesquels elle a forgé une « défiance » dès sa jeunesse. Elle indique avoir connu des accès de violences de la part de son père, son beau-père puis son mari. Elle plaide la cause des femmes célibataires « exclues du champ social par le fait d’élever seules leurs enfants », et défend l'instauration d'un référendum d'initiative citoyenne local.

### Chroniqueuse sur RMC
Début janvier 2019, un mois après avoir une première fois refusé la proposition, elle est recrutée comme chroniqueuse par BFM TV pour l'émission d'Apolline de Malherbe, malgré les critiques de la Société des journalistes de la chaîne. Ingrid Levavasseur y renonce finalement sous pression d'autres Gilets jaunes. À cette occasion, elle reçoit le soutien de la ministre Marlène Schiappa. Quelques mois plus tard, elle fera part de son regret d'avoir « [cédé] à la peur ».
Elle devient chroniqueuse dans Apolline Matin, émission d'Apolline de Malherbe sur RMC et RMC Story, en septembre 2021,.

## Prises de position

### Engagement politique
Ingrid Levavasseur assure n'avoir « jamais, jamais eu aucun engagement politique, syndical ou associatif d'aucune sorte », mais avoir « toujours voté aux élections, mais sans grand espoir de voir [son] choix se concrétiser ». Elle précise avoir « toujours voté écolo au premier tour, contre quelqu'un au second ». Elle déclare avoir voté pour Benoît Hamon, puis Emmanuel Macron lors de l'élection présidentielle de 2017. En 2020, l'AFP la présente comme « femme de gauche » et « admiratrice de Pierre Mendès France ».
Elle déclare ne pas exclure de s'engager en politique le 7 décembre 2018, puis ne pas le souhaiter, le 12 janvier 2019.
Le 24 janvier 2019, elle est désignée cheffe de file d'un projet de liste pour les élections européennes (prévues les 25 et 26 mai), constituée de dix noms et baptisée « Rassemblement d'initiative citoyenne » (RIC) — par allusion au référendum d'initiative citoyenne, l'une des principales revendications des Gilets jaunes — qui serait constituée de membres du mouvement du Gilets jaunes. Soutenue moralement par Bernard Tapie et Alexandre Jardin, l'équipe de campagne de cette liste est dirigée par Hayk Shahinyan (qui renoncera très rapidement) et liée aux initiatives prises par Christophe Chalençon pour structurer le mouvement des Gilets jaunes, via l'établissement d'assemblées citoyennes. La constitution de cette liste est critiquée par Benjamin Cauchy, Éric Drouet et Maxime Nicolle, autres figures des Gilets jaunes et des militants qui l'accusent d'opportunisme et de jouer le jeu d'Emmanuel Macron,.
Quelques semaines après cette annonce, à la suite de plusieurs rétractations et dissensions, Ingrid Levavasseur quitte le RIC et renonce à se présenter sur une liste aux élections européennes.
Elle se présente aux élections municipales de 2020 à Louviers, sa ville natale, en deuxième position sur une liste soutenue par La France insoumise, Europe Écologie Les Verts et le Parti communiste français menée par le futur député socialiste Philippe Brun,. La liste, dont 27 des 33 candidats sont novices en politique, promet notamment des référendums locaux pour tout projet d'investissement de plus d'un million d'euros, une baisse de 30 % des indemnités des élus, une augmentation de 10 % du budget des écoles, sans hausse d'impôts. Elle arrive en deuxième position au premier tour avec 18,24 % des voix, derrière celle, victorieuse, du maire sortant François-Xavier Priollaud (MoDem). Ingrid Levavasseur est élue au conseil municipal, siégeant dans l'opposition. Elle siège au centre communal d'action sociale de la ville. Elle démissionne du conseil municipal en septembre 2021, ayant dû déménager dans une commune voisine « pour sa vie privée », précisant : « Je me sentais pas légitime de représenter les Lovériens sans savoir ce qu’ils vivent au quotidien, sans être représentative de la population, car ne vivant plus à Louviers, n'utilisant plus ses commerces, les lieux publics… »

### Engagement associatif
Elle fonde deux associations : Racines positives et Éclosion démocratique, respectivement pour aider les familles monoparentales en situation de reconversion professionnelle et pour défendre des propositions sociales et écologiques,,. Durant l'automne 2019, elle se rapproche des collectifs en lutte contre la pollution causée par l’incendie de l'usine Lubrizol à Rouen. Parmi les Gilets jaunes, elle est alors en froid avec l'avocat rouennais François Boulo, mais a gardé le contact avec certaines figures comme Jérôme Rodrigues. Si elle estime qu'« il reste fort à faire pour les plus pauvres », elle considère que « la forme [du] mouvement [des Gilets jaunes] n’est pas la bonne », reconnaît avoir des difficultés à « éprouver de la sympathie » pour un mouvement qui l’a rejetée violemment, et exclut de participer à une éventuelle reprise.

## Publication
- avec Emmanuelle Anizon, Rester digne, Flammarion, coll. « Documents », 2019, 240 p. (ISBN 2081494744).